# Nati il 22 marzo
| Questa pagina contiene informazioni ricavate automaticamente dalle voci biografiche con l'ausilio del template Bio e di un bot. L'aggiornamento è periodico e automatico e ricostruisce completamente la pagina. Se manca una persona in questa lista, sei pregato di non aggiungerla, ma accertati piuttosto che la sua voce biografica contenga il template Bio e che i dati anagrafici siano correttamente compilati. Se il template Bio manca, inseriscilo tu stesso o, in alternativa, metti l'avviso {{tmp\|Bio}} che ne segnala la mancanza. Se i dati riportati sono sbagliati, correggi direttamente la voce biografica; le modifiche saranno visibili in questa lista entro pochi giorni. Per chiarimenti vedi il progetto biografie. La lista contiene solo le 1.209 persone che sono citate nell'enciclopedia e per le quali è stato implementato correttamente il template Bio. Pagina aggiornata al 9 ago 2025. |

## VIII secolo(1)
- 790 - Fatima bint Musa, araba († 816)

## IX secolo(2)
- 841 - Bernardo III di Tolosa, nobile († 886)
- 875 - Guglielmo I di Aquitania, sovrano franco († 918)

## XIII secolo(1)
- 1212 - Go-Horikawa, imperatore giapponese († 1234)

## XIV secolo(1)
- 1394 - Uluğ Bek, astronomo e matematico persiano († 1449)

## XV secolo(4)
- 1410 - Niccolò Della Luna, umanista italiano
- 1431 - Juan de Castro, cardinale e vescovo cattolico spagnolo († 1506)
- 1459 - Massimiliano I d'Asburgo, imperatore († 1519)
- 1499 - Johann Carion, astronomo tedesco († 1537)

## XVI secolo(9)
- 1505 - Anton Francesco Grazzini, poeta, scrittore e commediografo italiano († 1584)
- 1514 - Lorenzino de' Medici, politico, scrittore e drammaturgo italiano († 1548)
- 1519 - Catherine Willoughby, nobildonna inglese († 1580)
- 1552 - Eleonora di Württemberg, nobile tedesca († 1618)
- 1554 - Catherine de Parthenay, umanista, poeta e mecenate francese († 1631)
- 1557 - Casimiro VI di Pomerania, nobile tedesco († 1605)
- 1581 - Gregoria Massimiliana d'Asburgo, nobile austriaca († 1597)
- 1593 - Johann Ulrich Steigleder, organista e compositore tedesco († 1635)
- 1599 - Antoon van Dyck, pittore fiammingo († 1641)

## XVII secolo(20)
- 1601 - John Scudamore, I visconte Scudamore, politico e diplomatico inglese († 1671)
- 1609 - Giovanni II Casimiro di Polonia, cardinale polacco († 1672)
- 1615 - Gabriello Brunelli, scultore italiano († 1682)
- 1638 - Nicola María de Guzmán Carafa, nobile italiano († 1689)
- 1644 - Otto Mencke, filosofo e matematico tedesco († 1707)
- 1646 - François Romain, ingegnere e architetto fiammingo († 1737)
- 1654 - Francesco Frosini, arcivescovo cattolico italiano († 1733)
- 1660 - Eleonora Sofia di Sassonia-Weimar, nobildonna tedesca († 1687)
- 1662 - August Christoph von Wackerbarth, militare e politico tedesco († 1734)
- 1663 - August Hermann Francke, teologo e pedagogo tedesco († 1727)
- 1673 - Giuseppe Amico di Castell'Alfero, militare italiano († 1751)
- 1677 - Anna Luisa Föhse, nobildonna tedesca († 1745)
- 1684 - William Pulteney, politico britannico († 1764)
- 1686 - James Hamilton, VII conte di Abercorn, nobile scozzese († 1744)
- 1686 - Johann Georg Siegesbeck, botanico e medico tedesco († 1755)
- 1688 - Joachim Daniel von Jauch, militare e architetto tedesco († 1754)
- 1691 - Philipp von Stosch, antiquario prussiano († 1757)
- 1694 - Carlo Luigi Caissotti, politico italiano († 1779)
- 1695 - Christoph Friedrich Ayrmann, storico tedesco († 1747)
- 1700 - Giuseppe Sellitto, compositore e organista italiano († 1777)

## XVIII secolo(35)
- 1705 - Nicolas-Sébastien Adam, scultore francese († 1778)
- 1709 - Giuseppe Zais, pittore italiano († 1784)
- 1712 - Edward Moore, scrittore e drammaturgo inglese († 1757)
- 1727 - Jean-Frédéric de La Tour du Pin Gouvernet, generale francese († 1794)
- 1728 - Giacomo Insanguine, compositore e organista italiano († 1793)
- 1730 - Charles-Louis Loys de Cheseaux, storico svizzero († 1789)
- 1735 - Immanuel Johann Gerhard Scheller, lessicografo, latinista e filologo classico tedesco († 1803)
- 1741 - Antoine-François Callet, pittore francese († 1823)
- 1745 - Luigi III Gonzaga, nobile e letterato italiano († 1819)
- 1746 - Gérard van Spaendonck, pittore e incisore olandese († 1822)
- 1756 - Stefano Gallini, medico, fisiologo e scienziato italiano († 1836)
- 1758 - Jean-Charles Monnier, generale francese († 1816)
- 1759 - Luc'Andrea Corner, nobile, poeta e militare italiano († 1834)
- 1759 - Edvige Elisabetta Carlotta di Holstein-Gottorp, sovrana († 1818)
- 1767 - Robert Grosvenor, I marchese di Westminster, nobile e politico inglese († 1845)
- 1768 - Bryan Donkin, ingegnere inglese († 1855)
- 1770 - Sophie Cottin, scrittrice e politica francese († 1807)
- 1770 - Vincenzo Galiani, patriota e rivoluzionario italiano († 1794)
- 1771 - Johann Heinrich David Zschokke, politico, scrittore e storico svizzero († 1848)
- 1772 - Jean-François Bautte, orologiaio e gioielliere svizzero († 1837)
- 1773 - Henri Gatien Bertrand, generale francese († 1844)
- 1775 - Armand Gouffé, poeta e compositore francese († 1845)
- 1778 - Aleksej Fëdorovič Merzljakov, poeta e critico letterario russo († 1830)
- 1779 - Nicola Maria Laudisio, vescovo cattolico italiano († 1862)
- 1779 - Antoine Virgile Schneider, generale, politico e nobile francese († 1847)
- 1781 - Adolphe Marbot, generale francese († 1844)
- 1785 - Edward Herbert, II conte di Powis, politico inglese († 1848)
- 1785 - Adam Sedgwick, geologo inglese († 1873)
- 1787 - Louis Choris, esploratore e pittore ucraino († 1828)
- 1797 - Eduard Gans, giurista e filosofo tedesco († 1839)
- 1797 - Guglielmo I di Germania, sovrano tedesco († 1888)
- 1797 - Scubilione Rousseau, religioso francese († 1867)
- 1798 - Victor Leplus, architetto francese († 1851)
- 1799 - Friedrich Wilhelm August Argelander, astronomo tedesco († 1875)
- 1799 - Henrik Nikolai Krøyer, zoologo e ittiologo danese († 1870)

## XIX secolo(169)
- 1804 - Teresa Berra, patriota italiana († 1879)
- 1805 - Franz Ferdinand Benary, orientalista tedesco († 1880)
- 1806 - Giovanni Jauch, avvocato, editore e politico svizzero († 1877)
- 1806 - Gottlob Ludwig Rabenhorst, botanico e micologo tedesco († 1881)
- 1806 - Girolamo Sacchetti, nobile italiano († 1864)
- 1806 - Luciano Scarabelli, scrittore, storico e politico italiano († 1878)
- 1807 - Gustav von Franck, scrittore, editore e pittore austriaco († 1860)
- 1808 - Ludwig Lange, architetto tedesco († 1868)
- 1809 - Albrecht von Bernstorff, politico prussiano († 1873)
- 1809 - Alessandro Gavazzi, predicatore e patriota italiano († 1889)
- 1811 - Sakuma Shōzan, politico giapponese († 1864)
- 1812 - Stephen Pearl Andrews, filosofo e linguista statunitense († 1886)
- 1814 - Thomas Crawford, scultore statunitense († 1857)
- 1815 - Franz Folliot de Crenneville, generale austriaco († 1888)
- 1816 - John Frederick Kensett, pittore e incisore statunitense († 1872)
- 1817 - Braxton Bragg, generale statunitense († 1876)
- 1818 - Heinrich Zollinger, botanico svizzero († 1859)
- 1819 - William Henry Elder, arcivescovo cattolico statunitense († 1904)
- 1820 - Luigi Basile, patriota, magistrato e politico italiano († 1889)
- 1820 - Dionisio V di Costantinopoli, arcivescovo ortodosso greco († 1891)
- 1821 - Benjamin Tyler Henry, inventore statunitense († 1898)
- 1821 - Aleksej Feofilaktovič Pisemskij, scrittore, drammaturgo e saggista russo († 1881)
- 1822 - Isaäc Dignus Fransen van de Putte, politico olandese († 1902)
- 1823 - David Ivanovič Grimm, architetto e storico dell'arte russo († 1898)
- 1824 - Charles Pfizer, chimico e imprenditore tedesco († 1906)
- 1826 - Charles-Alphonse-Paul Bellay, pittore e incisore francese († 1900)
- 1827 - Giovanni Alessandri, patriota italiano
- 1827 - William Lafayette Strong, politico statunitense († 1900)
- 1828 - Ignazio Affanni, pittore italiano († 1889)
- 1828 - Vittorio Bersezio, scrittore e giornalista italiano († 1900)
- 1830 - Aristide Gabelli, pedagogista e politico italiano († 1891)
- 1831 - John Hope, VI conte di Hopetoun, ufficiale scozzese († 1873)
- 1832 - Annibale Preca, filologo, linguista e scrittore maltese († 1901)
- 1832 - Michail Sergeevič Volkonskij, nobile e politico russo († 1909)
- 1833 - Eugen von Keyserling, zoologo e aracnologo tedesco († 1889)
- 1833 - Manuel Ruiz Zorrilla, politico spagnolo († 1895)
- 1835 - Damiano Vellucci, brigante italiano († 1863)
- 1835 - Ivan Aleksandrovič Vsevoložskij, direttore artistico, costumista e funzionario russo († 1909)
- 1836 - Pio Bartolucci Godolini, imprenditore, patriota e politico italiano († 1890)
- 1838 - Antonio Carlo dall'Acqua, architetto e letterato italiano († 1928)
- 1839 - John Gathorne-Hardy, II conte di Cranbrook, politico inglese († 1911)
- 1840 - Giuseppe Macherione, poeta e patriota italiano († 1861)
- 1841 - Catulle Mendès, poeta, scrittore e librettista francese († 1909)
- 1841 - August Rauber, anatomista tedesco († 1917)
- 1842 - Mykola Vіtalіjovyč Lysenko, compositore, pianista e direttore d'orchestra ucraino († 1912)
- 1842 - Carl Rosa, produttore teatrale tedesco († 1889)
- 1843 - Day Bosanquet, ammiraglio e politico britannico († 1923)
- 1844 - Claudio Jannet, avvocato, scrittore e saggista francese († 1894)
- 1844 - Aleksandr Michajlovič Kuzminskij, politico russo († 1917)
- 1845 - Pietro Pajetta, pittore italiano († 1911)
- 1846 - Randolph Caldecott, illustratore britannico († 1886)
- 1847 - Vicenta María López y Vicuña, religiosa spagnola († 1890)
- 1847 - Nathan Zuntz, fisiologo tedesco († 1920)
- 1848 - Harry Bresslau, storico e diplomatista tedesco († 1926)
- 1848 - Sarah Purser, artista irlandese († 1943)
- 1849 - Virginia Tedeschi-Treves, scrittrice e giornalista italiana († 1916)
- 1849 - Jean Léo Testut, medico e anatomista francese († 1925)
- 1851 - Samuel James Meltzer, fisiologo statunitense († 1920)
- 1851 - Giuseppe Nascimbeni, presbitero italiano († 1922)
- 1852 - Otakar Ševčík, violinista ceco († 1934)
- 1852 - Hector-Irénée Sévin, cardinale e arcivescovo cattolico francese († 1916)
- 1853 - Isidor Kaufmann, pittore ungherese († 1921)
- 1853 - Clément Maurice, regista, produttore cinematografico e fotografo francese († 1933)
- 1854 - Domenico Carbone, generale italiano († 1923)
- 1854 - Antonio De Tullio, imprenditore e politico italiano († 1934)
- 1855 - Maurice Boisdon, schermidore francese († 1928)
- 1855 - Dorothy Tennant, pittrice inglese († 1926)
- 1856 - Charles De Grave Sells, designer e dirigente sportivo inglese († 1942)
- 1856 - Aleksandr Aleksandrovič Musin-Puškin, politico russo († 1907)
- 1857 - Paul Doumer, politico francese († 1932)
- 1858 - Elisa Agnini Lollini, attivista italiana († 1922)
- 1858 - Hans Meyer, geologo e esploratore tedesco († 1929)
- 1859 - Luigi Cagnetta, politico e magistrato italiano († 1939)
- 1859 - Achille Cardani, progettista e dirigente d'azienda italiano († 1935)
- 1859 - Josip Vancaš, architetto austro-ungarico († 1932)
- 1860 - John George Bartholomew, cartografo e geografo britannico († 1920)
- 1861 - Nona L. Brooks, teologa statunitense († 1945)
- 1861 - Manuel Vieira de Matos, arcivescovo cattolico portoghese († 1932)
- 1863 - Mark Timofeevič Elizarov, rivoluzionario e politico russo († 1919)
- 1864 - Davide Giordano, chirurgo, storico e politico italiano († 1954)
- 1866 - Xavier Anchetti, schermidore francese
- 1866 - Giuseppe Jovinelli, impresario teatrale italiano († 1924)
- 1868 - Mihail Dragomirescu, critico letterario rumeno († 1942)
- 1868 - Alfred Fowler, astronomo britannico († 1940)
- 1868 - Robert Millikan, fisico statunitense († 1953)
- 1868 - Vydūnas, filosofo lituano († 1953)
- 1869 - Emilio Aguinaldo, generale e politico filippino († 1964)
- 1869 - Frances Guest, nobildonna inglese († 1957)
- 1869 - Gilbert Sackville-West, VIII conte De La Warr, politico e ufficiale britannico († 1915)
- 1870 - Albert Ruskin Cook, medico britannico († 1951)
- 1871 - Arthur Preuss, giornalista, scrittore e editore statunitense († 1934)
- 1871 - Stewart Tritle, tennista statunitense († 1947)
- 1873 - Ernest Lawson, pittore canadese († 1939)
- 1875 - Anton Hanak, scultore austriaco († 1934)
- 1875 - Friedrich von Huene, paleontologo tedesco († 1969)
- 1876 - Mary Stone McDowell, insegnante e educatrice statunitense († 1955)
- 1877 - Nicola Ciccolungo, avvocato e politico italiano († 1952)
- 1877 - Ferdinando Salce, collezionista d'arte italiano († 1962)
- 1878 - Renato Biasutti, geografo e etnologo italiano († 1965)
- 1878 - Jakab Kauser, astista ungherese († 1925)
- 1878 - Michel Théato, maratoneta lussemburghese († 1923)
- 1879 - Aurelio Greco, schermidore italiano († 1954)
- 1879 - Edmond Guiraud, drammaturgo, attore e librettista francese († 1961)
- 1879 - Wilhelm Johann Schlenk, chimico tedesco († 1943)
- 1880 - Giulio Caprin, giornalista, saggista e poeta italiano († 1958)
- 1880 - Kent Cooper, giornalista statunitense († 1965)
- 1880 - Kuniaki Koiso, politico e generale giapponese († 1950)
- 1880 - Eugenio Leoni, presbitero italiano († 1943)
- 1880 - Ernie Quigley, arbitro di pallacanestro, arbitro di football americano e arbitro di baseball canadese († 1960)
- 1880 - George Valentin Bibescu, nobile e aviatore romeno († 1941)
- 1881 - Arturo Caprotti, ingegnere italiano († 1938)
- 1881 - Aubert Côté, lottatore canadese († 1938)
- 1881 - Claudio Trezzani, generale italiano († 1955)
- 1881 - Hans Wilsdorf, orologiaio e imprenditore tedesco († 1960)
- 1882 - Mario Korbel, scultore ceco († 1954)
- 1882 - James William McBain, chimico canadese († 1953)
- 1882 - Gaston de Serre, aviatore e generale francese († 1951)
- 1883 - Dionigi Buzy, presbitero e scrittore francese († 1965)
- 1885 - Alberto Giannini, giornalista italiano († 1952)
- 1885 - Jens Kristian Jensen, ginnasta danese († 1956)
- 1885 - Adriano Lualdi, compositore, direttore d'orchestra e politico italiano († 1971)
- 1885 - Viktor Schneck, calciatore austriaco († 1953)
- 1886 - Arthur Amundsen, ginnasta norvegese († 1936)
- 1886 - Kálmán Darányi, politico ungherese († 1939)
- 1886 - August Rei, politico, giornalista e diplomatico estone († 1963)
- 1886 - Julius Stern, produttore cinematografico tedesco († 1977)
- 1886 - Elmtrude di Baviera, principessa tedesca († 1977)
- 1887 - Lyda Borelli, attrice italiana († 1959)
- 1887 - Chico Marx, comico, attore e pianista statunitense († 1961)
- 1887 - Knut Nilsson, calciatore svedese († 1959)
- 1888 - Carlo Jelardi, medico e generale italiano († 1973)
- 1889 - Edgard Leite, pallanuotista brasiliano († 1974)
- 1889 - Arthur Ewart Popham, storico dell'arte inglese († 1970)
- 1890 - Ewald von Kleist-Schmenzin, filosofo tedesco († 1945)
- 1891 - Giovanni Bianconi, poeta, artista e etnologo svizzero († 1981)
- 1891 - Pere Bosch-Gimpera, archeologo, antropologo e filologo spagnolo († 1974)
- 1891 - Tommy Gibbons, pugile statunitense († 1960)
- 1891 - Bogusław Miedziński, militare, politico e giornalista polacco († 1972)
- 1891 - Giuseppe Musinu, generale italiano († 1992)
- 1891 - Boris Georgievič Romanov, coreografo e direttore artistico russo († 1957)
- 1892 - Johannes Frießner, generale tedesco († 1971)
- 1892 - Edith Mason, soprano statunitense († 1973)
- 1892 - Karel Poláček, scrittore ceco († 1945)
- 1892 - Jacob Weiseborn, ufficiale tedesco († 1939)
- 1893 - Guido Galletti, scultore italiano († 1977)
- 1893 - Manfred Noa, regista, scenografo e produttore cinematografico tedesco († 1930)
- 1894 - Vasyl' Dmytrovyč Jermylov, pittore ucraino († 1968)
- 1894 - Osvaldo Licini, pittore e scrittore italiano († 1958)
- 1894 - Luigi Tirelli, agronomo italiano († 1974)
- 1894 - Ferruccio Vecchi, scultore e militare italiano († 1960)
- 1895 - Luigi Fantini, archivista, speleologo e archeologo italiano († 1978)
- 1895 - Béla Illés, scrittore ungherese († 1974)
- 1895 - Saverio Latteri, medico italiano († 1963)
- 1895 - Eugen Relgis, scrittore, filosofo e pacifista romeno († 1987)
- 1895 - Georgij Nikolaevič Tasin, regista cinematografico russo († 1956)
- 1896 - Karl Dannemann, attore tedesco († 1945)
- 1896 - He Long, generale e politico cinese († 1969)
- 1896 - Pierre Jeanneret, architetto, designer e urbanista svizzero († 1967)
- 1896 - Joseph Schildkraut, attore austriaco († 1964)
- 1897 - Ferruccio Novo, imprenditore, dirigente sportivo e calciatore italiano († 1974)
- 1897 - Otto Roelen, chimico tedesco († 1993)
- 1897 - Pierre de Gaulle, partigiano e politico francese († 1959)
- 1898 - Eugenio Dupré Theseider, storico italiano († 1975)
- 1898 - Felice Felicioni, politico italiano († 1982)
- 1898 - Domingo Lombardi, arbitro di calcio uruguaiano († 1971)
- 1899 - Ruth Page, ballerina e coreografa statunitense († 1991)
- 1899 - Mario del Drago, nobile e militare italiano († 1981)
- 1900 - Daniele Moruzzi, calciatore italiano († 1989)
- 1900 - Ludwig Wieder, calciatore tedesco († 1977)

## XX secolo(931)
- 1901 - Enrico Migliavacca, allenatore di calcio e calciatore italiano († 1979)
- 1902 - Johannes Andreas Brinkman, ingegnere e architetto olandese († 1949)
- 1902 - Mario Cavalla, saltatore con gli sci italiano († 1962)
- 1902 - Harald Geppert, matematico tedesco († 1945)
- 1902 - Ernest Mottard, ciclista su strada belga († 1949)
- 1902 - Otto Novák, calciatore cecoslovacco († 1984)
- 1902 - Derelys Perdue, attrice e ballerina statunitense († 1989)
- 1902 - Augusto Silva, allenatore di calcio e calciatore portoghese († 1962)
- 1903 - Jochen Klepper, poeta, scrittore e giornalista tedesco († 1942)
- 1904 - Menotti Pertici, pittore italiano († 1966)
- 1905 - Grigorij Michajlovič Kozincev, regista cinematografico e regista teatrale sovietico († 1973)
- 1905 - Heinrich Lebensaft, calciatore austriaco († 1991)
- 1905 - Slim Lonsdorf, cestista statunitense († 1987)
- 1905 - Ángel Melogno, calciatore uruguaiano († 1945)
- 1905 - Carlo Alberto Pizzini, compositore italiano († 1981)
- 1906 - Anna Benericetti, supercentenaria italiana († 2019)
- 1906 - Eraldo Patrucco, calciatore italiano († 1977)
- 1907 - Roger Blin, regista e attore francese († 1984)
- 1907 - Jaroslavas Citavičius, calciatore e allenatore di calcio lituano († 1972)
- 1907 - James Maurice Gavin, generale statunitense († 1990)
- 1907 - Mariano Poletto, politico italiano († 1987)
- 1908 - Jack Crawford, tennista australiano († 1991)
- 1908 - Albrecht Goes, scrittore tedesco († 2000)
- 1908 - Louis L'Amour, scrittore statunitense († 1988)
- 1908 - Ernest Libérati, calciatore francese († 1983)
- 1908 - Vic Lindquist, hockeista su ghiaccio canadese († 1983)
- 1908 - Darno Maffini, artigiano italiano († 2002)
- 1909 - Giovanni Alessio, linguista e glottologo italiano († 1984)
- 1909 - Milt Kahl, animatore statunitense († 1987)
- 1909 - Walter Motz, fondista tedesco
- 1909 - Nathan Rosen, fisico statunitense († 1995)
- 1909 - Gabrielle Roy, scrittrice e insegnante canadese († 1983)
- 1909 - Marquard Slevogt, hockeista su ghiaccio tedesco († 1980)
- 1910 - Giovanni Correnti, calciatore italiano
- 1910 - Bill Deacon, hockeista su ghiaccio canadese († 1970)
- 1910 - Hans Keiter, pallamanista tedesco († 2005)
- 1910 - Edmondo Malan, chirurgo italiano († 1978)
- 1910 - Herbert Rudley, attore statunitense († 2006)
- 1911 - Ugo Corsi, militare e aviatore italiano († 1940)
- 1911 - Lina Gennari, cantante e attrice italiana († 1997)
- 1911 - Attilio Leporati, calciatore italiano († 1983)
- 1911 - Sophie Maslow, coreografa, ballerina e insegnante statunitense († 2006)
- 1911 - Theodor Saevecke, ufficiale tedesco († 2000)
- 1912 - Carlo Bianchi, antifascista italiano († 1944)
- 1912 - Wilfrid Brambell, attore irlandese († 1985)
- 1912 - François Gall, pittore francese († 1987)
- 1912 - Paolo Ghizzoni, vescovo cattolico italiano († 1986)
- 1912 - Leslie Johnson, pilota automobilistico britannico († 1959)
- 1912 - Karl Malden, attore statunitense († 2009)
- 1912 - Agnes Martin, pittrice statunitense († 2004)
- 1912 - Martha Mödl, soprano e mezzosoprano tedesco († 2001)
- 1912 - Nicola Neonato, pittore e scultore italiano († 2006)
- 1912 - Alfred Schwarzmann, ginnasta tedesco († 2000)
- 1912 - Gustavo Vinay, medievista italiano († 1993)
- 1912 - Leopold Wohlrab, pallamanista austriaco († 1981)
- 1913 - Giuseppe Cimicchi, militare e aviatore italiano († 1992)
- 1913 - Sabiha Gökçen, aviatrice turca († 2001)
- 1913 - Max Hofmeister, calciatore austriaco († 2000)
- 1913 - Paweł Stok, cestista polacco († 1993)
- 1913 - George Svendsen, giocatore di football americano, cestista e allenatore di pallacanestro statunitense († 1995)
- 1913 - Lew Wasserman, imprenditore statunitense († 2002)
- 1913 - James Westerfield, attore statunitense († 1971)
- 1914 - Carlo Albini, calciatore italiano († 1976)
- 1914 - Alaíde Foppa, poetessa, scrittrice e critica d'arte guatemalteca († 1980)
- 1915 - Pierre Aubertin, militare e aviatore francese († 1949)
- 1915 - Erling Kongshaug, tiratore a segno norvegese († 1993)
- 1915 - John McConnell, attivista statunitense († 2012)
- 1915 - Giuseppe Sabatini, ciclista su strada italiano († 1951)
- 1915 - Bud Sagendorf, fumettista statunitense († 1994)
- 1916 - Ramón Colón, calciatore e allenatore di calcio spagnolo († 1999)
- 1916 - Franco Ferlenga, pittore, scultore e architetto italiano († 2004)
- 1916 - Amalia Miotti, politica italiana († 1986)
- 1917 - Ewald Cebula, allenatore di calcio e calciatore polacco († 2004)
- 1917 - Hélène Duc, attrice francese († 2014)
- 1917 - Zuzanna Ginczanka, poetessa polacca († 1944)
- 1917 - Virginia Grey, attrice statunitense († 2004)
- 1917 - Irving Kaplansky, matematico canadese († 2006)
- 1917 - Edward Francis Kelly, vescovo cattolico australiano († 1994)
- 1917 - Paul Rogers, attore britannico († 2013)
- 1918 - Fred Crane, attore e conduttore radiofonico statunitense († 2008)
- 1918 - Cheddi Jagan, politico guyanese († 1997)
- 1918 - Edward Van Dijck, ciclista su strada belga († 1977)
- 1919 - Isidora Aguirre, scrittrice e drammaturga cilena († 2011)
- 1919 - Evgenij Alekseev, cestista e allenatore di pallacanestro sovietico († 2005)
- 1919 - Don Carlson, cestista e allenatore di pallacanestro statunitense († 2004)
- 1919 - Züleyxa Seyidməmmədova, aviatrice, militare e politica sovietica († 1994)
- 1920 - James Brown, attore statunitense († 1992)
- 1920 - Lisimaco Casarosa, veterinario italiano († 2006)
- 1920 - Carlo Facchini, dirigente sportivo, allenatore di calcio e calciatore italiano († 2010)
- 1920 - Enrico Fogliazza, partigiano e politico italiano († 2013)
- 1920 - Roy Fowler, nuotatore e arciere australiano († 2002)
- 1920 - Werner Klemperer, attore tedesco († 2000)
- 1920 - Antoine de La Garanderie, filosofo e pedagogista francese († 2010)
- 1920 - Josip Manolić, politico croato († 2024)
- 1920 - Ross Martin, attore polacco († 1981)
- 1920 - Katsuko Saruhashi, chimica giapponese († 2007)
- 1920 - William Travilla, costumista statunitense († 1990)
- 1921 - Jean Bruce, scrittore francese († 1963)
- 1921 - Mauro Casini, compositore e direttore d'orchestra italiano († 1983)
- 1921 - George Crowe, giocatore di baseball e cestista statunitense († 2011)
- 1921 - Nino Manfredi, attore, regista e sceneggiatore italiano († 2004)
- 1921 - Norbert Schmelzer, politico e imprenditore olandese († 2008)
- 1922 - Marià Gonzalvo, calciatore spagnolo († 2007)
- 1922 - Stewart Stern, sceneggiatore e attore statunitense († 2015)
- 1922 - Jean Thiriart, politico belga († 1992)
- 1922 - Munawir di Negeri Sembilan, sovrano malese († 1967)
- 1922 - Turi Vasile, produttore cinematografico, regista e sceneggiatore italiano († 2009)
- 1922 - Claudio Villi, politico e fisico italiano († 1996)
- 1923 - Ahmed Asmat Abdel-Meguid, diplomatico egiziano († 2013)
- 1923 - Walter Belardi, glottologo e linguista italiano († 2008)
- 1923 - Luciano Cavaleri, calciatore italiano († 2003)
- 1923 - Renato Cebrelli, politico italiano († 1993)
- 1923 - José Comblin, presbitero, teologo e scrittore belga († 2011)
- 1923 - Carmen Filpi, attore statunitense († 2003)
- 1923 - Käte Jaenicke, attrice tedesca († 2002)
- 1923 - Marcel Marceau, attore teatrale e mimo francese († 2007)
- 1924 - Mohand Idir Ait Amrane, poeta algerino († 2004)
- 1924 - Pietro Castignani, allenatore di calcio e calciatore italiano († 1998)
- 1924 - Enzo Lauretta, scrittore, saggista e politico italiano († 2014)
- 1924 - Ezio Raimondi, filologo, saggista e critico letterario italiano († 2014)
- 1925 - Alberto Trama, cestista e allenatore di pallacanestro argentino († 2005)
- 1926 - Ivo Babuška, matematico ceco († 2023)
- 1926 - Franca Falcucci, politica italiana († 2014)
- 1926 - Ştefan Gheorghiu, musicista, violinista e docente rumeno († 2010)
- 1926 - Giorgio Tombesi, politico italiano († 2023)
- 1926 - Avo Uvezian, musicista e imprenditore armeno († 2017)
- 1927 - Marty Blake, dirigente sportivo statunitense († 2013)
- 1927 - Nedda Guidi, ceramista, scultrice e pittrice italiana († 2015)
- 1927 - Antonio Isasi-Isasmendi, regista, sceneggiatore e produttore cinematografico spagnolo († 2017)
- 1927 - Pasquale Sorrenti, saggista e poeta italiano († 2003)
- 1927 - Vittorio Vighi, vignettista, pittore e sceneggiatore italiano († 2008)
- 1928 - Bill Archer, politico statunitense
- 1928 - Mahmoud Bayati, calciatore e allenatore di calcio iraniano († 2022)
- 1928 - Veljko Bulajić, regista e sceneggiatore montenegrino († 2024)
- 1928 - Piero Capello, giornalista italiano († 1987)
- 1928 - Eric Donald Hirsch, educatore e critico letterario statunitense
- 1928 - Hanna Kugler Weiss, scrittrice e superstite dell'Olocausto italiana
- 1928 - Ed Macauley, cestista e allenatore di pallacanestro statunitense († 2011)
- 1928 - Barbara Snelling, politica statunitense († 2015)
- 1929 - Fern Buchner, truccatrice e costumista statunitense († 2016)
- 1929 - Sergio Cervato, calciatore e allenatore di calcio italiano († 2005)
- 1929 - Mort Drucker, fumettista e illustratore statunitense († 2020)
- 1929 - Yayoi Kusama, artista giapponese
- 1929 - Guy Pérol, regista, sceneggiatore e produttore cinematografico francese († 2000)
- 1929 - P. Ramlee, attore e musicista malese († 1973)
- 1929 - Gerhard Siedl, calciatore tedesco († 1998)
- 1930 - Luigi Bandini Buti, architetto italiano († 2018)
- 1930 - Arlette Ben Hamo, ex multiplista francese
- 1930 - Nora Cortiñas, attivista e psicologa argentina († 2024)
- 1930 - Stefano Gobbi, presbitero italiano († 2011)
- 1930 - Joël Le Theule, politico francese († 1980)
- 1930 - Lynden Pindling, politico bahamense († 2000)
- 1930 - Pat Robertson, pastore protestante, predicatore e politico statunitense († 2023)
- 1930 - Stephen Sondheim, compositore, paroliere e drammaturgo statunitense († 2021)
- 1930 - Bobby Watson, cestista e allenatore di pallacanestro statunitense († 2017)
- 1931 - Lia Dettori Aiello, politica italiana
- 1931 - James Gobbo, politico, giudice e avvocato australiano († 2021)
- 1931 - Paul G. Hewitt, fisico statunitense
- 1931 - Patricia Norris, costumista e scenografa statunitense († 2015)
- 1931 - Anna Piaggi, giornalista, scrittrice e traduttrice italiana († 2012)
- 1931 - Burton Richter, fisico statunitense († 2018)
- 1931 - William Shatner, attore e regista canadese
- 1931 - Ann Shulgin, scrittrice statunitense († 2022)
- 1931 - Leslie Thomas, scrittore inglese († 2014)
- 1931 - Billy Vessels, giocatore di football americano statunitense († 2001)
- 1932 - Els Borst, politica e medico olandese († 2014)
- 1932 - Sergio Coloni, politico italiano († 2010)
- 1932 - Joseph Donnard, ex calciatore francese
- 1932 - Richard Thomas, ammiraglio britannico († 1998)
- 1932 - Mauro Torres Homem Rodrigues, ex calciatore brasiliano
- 1933 - Abolhassan Banisadr, politico iraniano († 2021)
- 1933 - Wolfgang Böker, psichiatra tedesco († 2024)
- 1933 - Linden Chiles, attore statunitense († 2013)
- 1933 - Richard Easton, attore canadese († 2019)
- 1933 - Manabu Fujita, ex cestista giapponese
- 1933 - Eveline Hasler, scrittrice svizzera
- 1933 - Michel Hidalgo, allenatore di calcio e calciatore francese († 2020)
- 1933 - Buddy MacKay, politico statunitense († 2024)
- 1934 - Piero Amerio, psicologo italiano
- 1934 - Ester Baitz, cestista italiana († 2020)
- 1934 - May Britt, attrice svedese
- 1934 - Orrin Hatch, politico, avvocato e religioso statunitense († 2022)
- 1934 - Ekkehart Krippendorff, politologo tedesco († 2018)
- 1934 - Claudio Salocchi, designer e architetto italiano († 2012)
- 1934 - Tonina Torrielli, cantante italiana
- 1935 - Mario Deotto, calciatore italiano († 2020)
- 1935 - Bertil Johansson, allenatore di calcio e calciatore svedese († 2021)
- 1935 - Lea Pericoli, tennista, conduttrice televisiva e telecronista sportiva italiana († 2024)
- 1935 - Luigi Piacenza, botanico italiano († 2009)
- 1935 - Marina Piperno, produttrice cinematografica italiana
- 1935 - Antonio Potenza, politico italiano
- 1935 - M. Emmet Walsh, attore statunitense († 2024)
- 1936 - Sergio Carpanesi, allenatore di calcio e ex calciatore italiano
- 1936 - Anna Maria Gambineri, annunciatrice televisiva italiana († 2017)
- 1936 - Edith Grossman, traduttrice statunitense († 2023)
- 1936 - Bobby Mason, ex calciatore inglese
- 1936 - Jean-Marcel Rozier, cavaliere francese
- 1936 - Joaquim Santana, calciatore portoghese († 1989)
- 1936 - Roger Whittaker, cantautore, musicista e chitarrista britannico († 2023)
- 1937 - Angelo Badalamenti, compositore, pianista e arrangiatore statunitense († 2022)
- 1937 - Georges Groussard, ex ciclista su strada francese
- 1937 - Armin Hary, ex velocista tedesco
- 1937 - Jon Hassell, trombettista e compositore statunitense († 2021)
- 1937 - Emerich Jenei, allenatore di calcio e ex calciatore rumeno
- 1937 - Hans Kinsky von Wchinitz und Tettau, politico austriaco († 2004)
- 1937 - Edmar Mednis, scacchista e scrittore statunitense († 2022)
- 1937 - Vincenzo Pietrini, politico italiano
- 1938 - Guglielmo Colussi, rugbista a 15, allenatore di rugby a 15 e dirigente sportivo italiano († 2016)
- 1938 - Paolo Facchinetti, giornalista e scrittore italiano († 2014)
- 1938 - Anna Rossi-Doria, storica italiana († 2017)
- 1939 - Jorge Ben Jor, cantautore, compositore e musicista brasiliano
- 1939 - Anna Maria Carpi, germanista, traduttrice e scrittrice italiana
- 1939 - Pierluigi Cerri, architetto e designer italiano († 2022)
- 1939 - Roland Crispin, ex calciatore haitiano
- 1939 - Jan Hugens, ciclista su strada olandese († 2011)
- 1939 - Pál Koczka, cestista ungherese († 2016)
- 1939 - Avishai Margalit, filosofo e saggista israeliano
- 1939 - Bavua Ntinu André, artista marziale congolese (Repubblica Democratica del Congo) († 2013)
- 1939 - John Prentis, ex calciatore inglese
- 1939 - Ildefonso Rubio, ex calciatore cileno
- 1939 - Luigi Stringa, fisico italiano († 2000)
- 1939 - Antonio Valiante, politico italiano († 2019)
- 1940 - Shabtai Ben-Bassat, ex cestista israeliano
- 1940 - Fausto Bertinotti, ex politico e sindacalista italiano
- 1940 - Giuseppe Daglia, ciclista su strada italiano († 2003)
- 1940 - Hussein Fahmy, attore egiziano
- 1940 - John Fullam, calciatore irlandese († 2015)
- 1940 - Edda Montanari, cantante italiana
- 1940 - Tănase Mureșanu, schermidore rumeno († 2007)
- 1940 - Haing S. Ngor, medico, attore e scrittore cambogiano († 1996)
- 1940 - Margherita Oggero, scrittrice italiana
- 1940 - Edige Niyazov, fotografo kazako († 2009)
- 1940 - Billy Younger, calciatore inglese († 2006)
- 1941 - Galeazzo Bello, ex calciatore italiano
- 1941 - Billy Collins, poeta, anglista e insegnante statunitense
- 1941 - Yanko Daučík, calciatore cecoslovacco († 2017)
- 1941 - Bruno Ganz, attore svizzero († 2019)
- 1941 - James Giffen, dirigente d'azienda statunitense († 2022)
- 1941 - Claudio Petruccioli, politico e giornalista italiano
- 1941 - Alide Maria Salvetta, soprano italiano († 1991)
- 1941 - Karel Urbánek, politico ceco
- 1941 - Cassam Uteem, politico mauriziano
- 1942 - Alberto Conte, matematico italiano
- 1942 - Felice De Nicolò, sciatore alpino italiano († 2023)
- 1942 - Alain Gottvallès, nuotatore francese († 2008)
- 1942 - Bernd Herzsprung, attore tedesco
- 1942 - Mihai Ivăncescu, calciatore rumeno († 2004)
- 1942 - Feodora Orel, cestista sovietica († 2017)
- 1942 - Dick Pound, avvocato, dirigente sportivo e ex nuotatore canadese
- 1943 - Rahim Aliabadi, ex lottatore iraniano
- 1943 - Lynn Burke, nuotatrice statunitense
- 1943 - André Hendryckx, ciclista su strada belga († 2024)
- 1943 - Sergio Osterman, ex calciatore italiano
- 1943 - Hubert Papin, ex cestista francese
- 1943 - Keith Relf, cantante, chitarrista e armonicista britannico († 1976)
- 1943 - Joseph Schwantner, compositore e docente statunitense
- 1943 - Ria van Velsen, ex nuotatrice olandese
- 1943 - Gino Volpe, cantautore italiano († 2020)
- 1943 - George Benson, cantante, chitarrista e compositore statunitense
- 1944 - Angelo Siino, mafioso e collaboratore di giustizia italiano († 2021)
- 1945 - Ljudmila Bubčikova, ex cestista sovietica
- 1945 - Agustín Cejas, allenatore di calcio e calciatore argentino († 2015)
- 1945 - Giovanni Fiorenza, pilota motonautico italiano
- 1945 - Sheila Frahm, politica statunitense
- 1945 - William J. Murnane, egittologo statunitense († 2000)
- 1945 - Alan Opie, baritono inglese
- 1945 - Eric Roth, sceneggiatore statunitense
- 1945 - Paul Schockemöhle, cavaliere tedesco
- 1946 - Oliver Acquah, ex calciatore ghanese
- 1946 - Andrej Balašov, velista russo († 2009)
- 1946 - Don Chaney, ex cestista e allenatore di pallacanestro statunitense
- 1946 - Rivka Golani, violista israeliana
- 1946 - Jerry Jemmott, bassista e contrabbassista statunitense
- 1946 - Larry Langford, politico statunitense († 2019)
- 1946 - Jim Leverton, bassista britannico
- 1946 - Gert Nygårdshaug, scrittore norvegese
- 1946 - Rudy Rucker, scrittore, matematico e informatico statunitense
- 1946 - Wiesław Rudkowski, pugile polacco († 2016)
- 1946 - Jan Smejkal, scacchista ceco
- 1946 - Harry Vanda, chitarrista, produttore discografico e paroliere olandese
- 1947 - Ahmed Al-Tarabilsi, ex calciatore kuwaitiano
- 1947 - Brandt Edwards, attore, cantante e ballerino statunitense
- 1947 - Louis Grech, politico maltese
- 1947 - Lamar Green, ex cestista statunitense
- 1947 - André Heller, cantante, artista e attore austriaco
- 1947 - Afanasijs Kuzmins, tiratore a segno lettone
- 1947 - Aleandro Longhi, politico italiano
- 1947 - Erik Orsenna, scrittore francese
- 1947 - James Patterson, scrittore statunitense
- 1947 - Tony Pope, doppiatore statunitense († 2004)
- 1947 - Bob Portman, ex cestista statunitense
- 1947 - Michael Utley, tastierista e produttore discografico statunitense
- 1947 - Dyanik Zurakowska, attrice belga († 2011)
- 1948 - Marino Biondi, storico della letteratura, critico letterario e italianista italiano
- 1948 - Bernard Dietz, ex calciatore e allenatore di calcio tedesco occidentale
- 1948 - Andrew Lloyd Webber, compositore britannico
- 1948 - John Marks, allenatore di hockey su ghiaccio e dirigente sportivo